# 傑佛遜縣 (俄勒岡州)
傑佛遜縣（英語：Jefferson County）是美国俄勒冈州中部的一個郡，面積4,639平方公里。根据美国普查局2020年统计，共有人口24,502人。县治馬德拉斯（Madras）。該縣成立於1914年12月12日，縣名是來自俄勒岡州第二高峰「傑佛遜峰」（紀念第三任美国总统托马斯·杰斐逊）。